# MY SELF
『MY SELF』（マイ・セルフ）は、須藤あきらの1枚目のアルバム。

## 内容
須藤あきら名義初のアルバム。全曲をHaward Killyが編曲を担当した。ジャケットはベルギーで撮影した。

## 批評
『CDジャーナル』は彼女を「不安定さを感じさせないボーカルをアルバムデビュー作であることを忘れさせる」「『見せかけだけのウーマン・ロッカー』とは次元が違うようだ」と評した。

## 収録曲
1. 両手を広げ
2. あなたに伝えたくて
  - 1枚目のシングル。TBS系「ニュースの森」エンディングテーマ。
3. もう一度 愛を…
4. LITTLE GIRL
5. ふたりの残したStory
6. SHOT IN THE NIGHT
7. DRIVE ME CRAZY
8. 痛くなるほど愛して
  - 1枚目のシングル「あなたに伝えたくて」のカップリング曲。
9. 静かに始まる愛情
10. 涙の時代（とき）～Here never stay～

作詞：須藤あきら　編曲：Haward Killy(#ALL)
作曲：Haward Killy(#1 - 2, 6 - 10)、小泉誠司(#3)、野中則夫(#4, 5)

## レコーディング参加
- Haward Killy - キーボード
- 野中則夫（BLOW） - ギター